# 萨萨·拉萨
拉萨（Sasa Raca，1975年5月9日—），是一名塞尔维亚籍职业足球运动员，曾经在上海申花效力两个赛季。拉萨主要司职后腰或者后卫，不但防守出色，而且屡屡有助攻和入球。而且，他作为球队的主要防守球员，居然在整个2000赛季几乎打满的情况下，没有领受到任何红黄牌，其球风得到了一致好评。